# Tor laterivittatus
Tor laterivittatus är en fiskart som beskrevs av Zhou och Cui, 1996. Tor laterivittatus ingår i släktet Tor och familjen karpfiskar. IUCN kategoriserar arten globalt som otillräckligt studerad. Inga underarter finns listade i Catalogue of Life.